# 동양방송 특집드라마
동양방송(TBC) 특집드라마는 명절이나 특정한 기간으로 지정된 날이나 달을 기념하기 위해 부정기적으로 편성·방영되는 드라마이다.

## 작품 리스트

### 1960년대

#### 1964
- 《초운》 : 12.7 · 불명 (개국 특집)

#### 1969
- 《닭띠들의 인연》 : 1.3 · 불명 (신년 특집)
- 《3.1운동 50년》 : 2.28 · 07:45~09:03 (3.1절 특집)
- 《동경에 산다》 : 8.15 · 20:55~20:30 (8.15 특집)

### 1970년대

#### 1971
- 《서문밖 객주집》 : 8.1 · 21:00~21:45 (납량 특집)
- 《검은 별장》 : 8.8 · 21:00~20:30 (납량 특집)
- 《얼음으로 만든 인형》 : 8.15~22 (납량 특집, 2부작)
  - 1부 : 15 / 21:00~21:45
  - 2부 : 22 / 21:00~20:30

#### 1974
- 《남향집》 : 1.2 · 19:30~20:25 (신년 특집)

#### 1977
- 《새봄에 식구 하나 늘었네》 : 1.2 · 22:00~23:40 (신년 특집)
- 《큰딸》 : 2.17~18 · 22:35~? (신춘 특집)

#### 1978
- 《족보》 : 3.1 · 22:00~? (3.1절 특집, 테마 드라마로 방영)
- 《종가 할머니》 : 6.11 · 22:02~? (테마 드라마로 방영)
- 《통곡》 : 6.25 · 13:00~14:10 (6.25 특집, 테마 드라마로 방영)
- 《천년호》 : 7.30 · 20:00~21:00 (납량특집, 2부작)
- 《파도여 말하라》 : 8.13~15 · 20:00~21:00 (8.15 특집)
  - 1부(13 / 20:00~21:00) : 길 잃은 소년
  - 2부(14 / 20:00~21:00) : 밤에 빛난 조개
  - 3부(15 / 20:00~21:20) : 고향
- 《어머니의 강》 : 9.30~10.2 · 20:00~21:30 (개국 14주년 특집, 3부작)
  - 1부(9.30) : 산딸기
  - 2부(10.1) : 높새배람
  - 3부(10.2) : 낮달

#### 1979
- 《해오라기》 : 1.2~4 (신년 특집, 5부작)
  - 1, 2부 : 1.2 / 20:00~21:30
  - 3부 : 1.3 / 20:00~21:30
  - 4, 5부 : 1.4 / 20:00~21:30
- 《하늘과 땅 사이》 : 3.1~3 (3.1절 특집, 3부작)
  - 1부 : 달무리 / 3.1 · 20:00~21:30
  - 2부 : 만세전야 / 3.2 · 20:00~21:30
  - 3부 : 하얀 쪽배들의 행진 / 3.3 · 20:00~22:00
- 《대춘향전》 : 9.21~23 · 20:00~21:50 (창사 15주년 특집, 3부작)
  - 1부 : 광한루 / 21 · 20:00~21:50
  - 2부 : 어사화 / 22 · 20:00~21:10
  - 3부 : 금동이의 술/ 23 · 20:00~21:45

### 1980년대

#### 1980
- 《땅에 묻은 노래》 : 2.29~3.2 (3.1절 특집)
  - 1부 : 달팽이의 외출 / 2.29 · 19:30~21:00
  - 2부 : 흙, 바람 / 3.1 · 19:30~20:00
  - 3부 : 고요한 한강 / 3.2 · 21:35~22:50
- 《노을》 : 6.23~25 · 22:00~23:40 (6.25 특집, 3부작)
  - 1부 : 황폐한 산하
  - 2부 : 격랑의 대해
  - 3부 : 여명의 고향
- 《떠도는 섬》 : 7.21~22 · 22:00~23:30 (가정 테마, 2부작)
  - 1부 : 떠도는 물새들
  - 2부 : 탈놀이
- 《오두막집 아이들》 : 8.15 · 18:20~19:10 (광복절 어린이 특집)
- 《그 땅의 사람들》 : 8.15~17 · 20:00~21:00 (8.15 특집)
- 《80 대춘향전》 : 9.21~23일 · 19:00~20:30 (추석 특집)
  - 1부 상봉 : 19:00~20:30
  - 2부 원앙 : 21:00~22:40
  - 3부 수절 : 21:35~23:00
- 《자전거》 : 10.23 · 21:45~22:35 (저축 추진 장려 드라마 공모 당선작)

## 같이 보기
| - 동양방송 특집드라마 - 한국방송공사 1TV 특집드라마 - 한국방송공사 2TV 특집드라마 - 문화방송 특집드라마 | - SBS 특집드라마 - JTBC 특집드라마 - MBN 특집드라마 - TV조선 특집드라마 |